# Общевойсковая академия Вооружённых сил Российской Федерации
Общевойсковая орденов Ленина и Октябрьской Революции, Краснознамённая, орденов Суворова и Жукова академия Вооружённых сил Российской Федерации — государственное военное образовательное учреждение высшего профессионального образования с 1 ноября 1998 года.
С декабря 2008 года — Военный учебно-научный центр Сухопутных войск «Общевойсковая орденов Ленина и Октябрьской Революции, Краснознамённая, ордена Суворова академия Вооружённых сил РФ» (ВУНЦ СВ «ОВА ВС РФ»).
По состоянию на 2021 год — федеральное государственное казённое военное образовательное учреждение высшего образования «Военный учебно-научный центр Сухопутных войск „Общевойсковая ордена Жукова академия Вооружённых сил Российской Федерации“» (Общевойсковая академия Вооружённых сил Российской Федерации; ВУНЦ СВ «ОВА ВС Российской Федерации»; ОВА ВС РФ).
На официальном интернет-сайте названа как Военный учебно-научный центр Сухопутных войск «Общевойсковая ордена Жукова академия Вооружённых сил Российской Федерации».

## История
Предшественниками Академии были Военная академия имени М. В. Фрунзе, Военная академия бронетанковых войск имени Р. Я. Малиновского и Высшие офицерские курсы «Выстрел» имени Маршала Советского Союза Б. М. Шапошникова. На их базе была создана Общевойсковая академия Вооружённых сил Российской Федерации.
С 2006 года на основании распоряжения Правительства РФ № 473-р в состав Общевойсковой академии в качестве структурного подразделения был включён Военный институт (инженерных войск) в ходе реорганизации Военно-инженерной академии имени В. В. Куйбышева.
Распоряжением Правительства Российской Федерации от 24 декабря 2008 года № 1951-р на базе Общевойсковой академии был создан «Военный учебно-научный центр Сухопутных войск „Общевойсковая академия Вооружённых сил Российской Федерации“». Реорганизация была проведена путём присоединения к Академии государственных образовательных учреждений высшего профессионального образования:
- «Дальневосточное высшее общевойсковое командное училище (военный институт) имени Маршала Советского Союза К. К. Рокоссовского» (Благовещенск), с 28 апреля 2015 года самостоятельное учебное заведение,
- «Казанское высшее танковое командное училище (военный институт)», с марта 2017 года самостоятельное учебное заведение,
- «Московское высшее общевойсковое командное училище (военный институт)», с 2017 года самостоятельное учебное заведение,
- «Новосибирское высшее военное командное училище (военный институт)», с 2015 года самостоятельное учебное заведение,
- «Екатеринбургское высшее артиллерийское командное училище (военный институт)», закрыто в 2011 году,
- «Рязанское высшее воздушно-десантное командное училище имени генерала армии В. Ф. Маргелова», с 2013 года самостоятельное учебное заведение,
- «Омский автобронетанковый инженерный институт», 23 марта 2012 года выведен из состава ВУНЦ СВ «ОВА ВС РФ» и присоединён в качестве Омского филиала к Военной академии материально-технического обеспечения имени генерала армии А. В. Хрулёва,
- «Челябинское высшее военное автомобильное командно-инженерное училище (военный институт) имени Главного маршала бронетанковых войск П. А. Ротмистрова», закрыто в 2010 году,
- «Пензенский артиллерийский инженерный институт имени Главного маршала артиллерии Н. Н. Воронова», в 2012 году выведен из состава ВУНЦ СВ «ОВА ВС РФ» и присоединён в качестве филиала к Военной академии материально-технического обеспечения имени генерала армии А. В. Хрулёва,
- «Тульский артиллерийский инженерный институт», закрыт в 2010 году,
- «Военный институт повышения квалификации специалистов мобилизационных органов Вооружённых сил РФ» (Саратов), закрыт в 2011 году.

5 июня 2007 года в соответствии с указом Президента Российской Федерации от 18 декабря 2006 года № 1422 «О боевом знамени воинской части» Общевойсковой орденов Ленина и Октябрьской Революции, Краснознамённой, ордена Суворова академии Вооружённых Сил Российской Федерации вручено боевое знамя. Академия подчинена Главнокомандующему Сухопутными войсками.
Распоряжением Правительства РФ от 1 марта 2023 года № 508-р была воссоздана Военно-инженерная академия (в форме слияния федерального государственного бюджетного учреждения «Центральный научно-исследовательский испытательный институт инженерных войск имени Героя Советского Союза генерал-лейтенанта инженерных войск Д.М. Карбышева» Министерства обороны Российской Федерации и федерального бюджетного учрежденич «Международный противоминный ордена Кутузова центр Вооруженных Сил Российской Федерации»): федеральное государственное бюджетное военное образовательное учреждение высшего образования «Военно-инженерная ордена Кутузова академия имени Героя Советского Союза генерал-лейтенанта инженерных войск Д.М. Карбышева» по адресу Московская область, Красногорский район, пос. Нахабино, ул. Карбышева, д. 2.

## Деятельность
Военный учебно-научный центр осуществляет:
- подготовку и переподготовку для Вооружённых сил офицеров-командиров и военных инженеров с высшим профессиональным образованием, научно-педагогических и научных кадров высшей квалификации;
- профессиональную переподготовку и повышение квалификации офицеров командного и инженерного профилей, в том числе, научно-педагогического состава военных академий, университетов и институтов;
- проведение фундаментальных и прикладных научных исследований, направленных на решение проблем укрепления обороноспособности страны и совершенствования профессионального образования военнослужащих.

Организационно ВУНЦ СВ состоит из командования с аппаратом управления, военного института (инженерных войск), 1 филиала, факультетов, кафедр, научно-исследовательских групп и лабораторий, академических курсов, докторантуры, адъюнктуры, подразделений и служб обеспечения учебного процесса.
На всех факультетах очного обучения в течение 2 лет готовятся офицеры-управленцы для замещения должностей в бригадном звене.
На академических курсах ежегодно проходят переподготовку и повышение квалификации офицеры командно-штабной специальности, офицеры оперативных отделов и отделов боевой подготовки объединений, войсковые инженеры-танкисты, начальники училищ и кафедр, преподаватели военных училищ и военных кафедр гражданских вузов, военные представители на заводах оборонной промышленности и руководители научных подразделений учреждений Министерства обороны и другие специалисты.
На специальных факультетах обучаются офицеры и курсанты иностранных армий. Срок их обучения такой же, как и у российских слушателей и курсантов, но предварительно в течение года некоторые из них на подготовительном курсе изучают русский язык. Обучение иностранных военнослужащих осуществляется на русском языке практически по тем же планам и программам, что и российских военнослужащих с ограничениями в соответствии с заключёнными договорами. За весь период существования в академии подготовлено более 22 тысяч специалистов родом из 62 государств мира. На 2017 год в академии обучалось 300 иностранцев из 31 государства.
В докторантуре и адъюнктуре ведётся подготовка научно-педагогических и научных кадров. В течение 3 лет адъюнкты и докторанты проводят исследования в выбранной области, разрабатывают и защищают диссертации на соискание учёной степени.
Ежегодно в академии выпускается около 400 офицеров.

## Начальники
- генерал-полковник Золотов Леонид Сергеевич (август 1998 — сентябрь 2002);
- генерал-полковник Попов Владимир Иванович (сентябрь 2002 — декабрь 2009);
- генерал-майор Ким Алексей Ростиславович (декабрь 2009 — январь 2010)[5];
- генерал-лейтенант Поляков Виктор Тимофеевич (январь 2010 — июль 2014);
- генерал-лейтенант Макаревич Олег Леонтьевич (июль 2014 — сентябрь 2017);
- генерал-лейтенант Лапин Александр Павлович (сентябрь — ноябрь 2017)[6].
- генерал-лейтенант Юдин Сергей Сергеевич (врио, ноябрь 2017 — апрель 2018)[7].
- генерал-лейтенант Авдеев Алексей Юрьевич (апрель 2018—2019).
- генерал-полковник Романчук Александр Владимирович (2019—2024)
- генерал-полковник Анашкин Геннадий Владимирович (с 2024)

## Известные выпускники
См. Категория: Выпускники Общевойсковой академии Вооружённых сил РФ